# سیارک ۱۰۱۱۶
سیارک ۱۰۱۱۶ (به انگلیسی: 10116 Robertfranz، نامگذاری:1992SJ2) ده هزار و صد و شانزدهمین سیارک کشف شده‌است که در ۲۱ سپتامبر ۱۹۹۲ کشف شد.
قدر مطلق سیارک برابر ۱۲٫۴۰ است.